# 요도번
요도번(일본어: 淀藩 よどはん[*])은 에도 시대 야마시로국 쿠세군 (현 교토부 교토시 후시미구 요도모토정)에 존재했던 번이다.

## 번의 역사

### 이나바 가문 이전
겐나 9년 (1623년), 마츠다이라 사다츠나가 토토미국 카케가와번에서 3만 5천석으로 들어오면서 요도번이 생겼다. 이는 그 전에 폐번된 후시미번을 대신하여 새로 교토를 방비하기 위해 세워진 것이다. 사다츠나는 요도성의 축성에 진력을 다했다. 참고로, 이 요도성은 도요토미 히데요리의 생모인 요도도노의 거성으로 알려진 요도성 (요도 고성)과는 다른 곳이다. 사다츠나는 1633년 (간에이 10년) 3월에 미노 오가키번으로 이동했다.
대신해서 시모우사 코가번에서 나가이 나오마사가 10만석으로 들어왔다. 나오마사는 가신단의 편성이나 조카마치의 개발, 홍수 대책에 대비한 키츠카와 공사 등에 진력해, 번정의 기반을 굳혔다. 나오마사는 1658년 (메이레키 4년) 2월 28일자로 은거해, 가독을 아들 나가이 나오유키에게 물려주었다. 이때, 나오유키는 소령을 동생들에게 나눠주는 바람에 고쿠다카가 7만 3600석으로 줄어든 채로 가독을 이었다. 예를 들면 6남 나오노부 (尚甲)에게는 3천석을 분지해서, 후나바시 진야를 세웠다. 그리고, 나오유키는 1669년 (간분 9년) 2월 25일자로 탄고 미야즈번으로 이동했다.
대신해서 이세 카메야마번에서 이시카와 노리유키가 6만석으로 들어왔다. 노리유키는 1706년 (호에이 3년) 2월 25일에 은거, 그 뒤를 이은 이시카와 요시타카는 1710년 (호에이 7년) 9월 2일에 사망했다. 그 뒤를 이은 이시카와 후사요시는 1711년 (호에이 8년) 2월 15일에 빗츄 마츠야마번으로 이동했다.
대신해서 미노 카노번에서 마츠다이라 미츠히로가 6만석으로 들어왔다. 미츠히로는 1717년 (교호 2년) 9월 4일에 사망했고, 그 뒤를 이은 토다 미츠치카는 교호 2년 11월 1일 시마 토바번으로 이동했다.
대신해서 이세 카메야마번에서 마츠다이라 노리사토가 6만석으로 들어왔다. 그러나 1723년 (교호 8년) 5월 1일에 시모우사 사쿠라번으로 이동했다.

### 이나바 가문
대신해 이나바 마사토모가 10만 2천석으로 들어오면서 비로소 번주 가문이 정착했다.
이후, 이나바가의 지배로 메이지 시대를 맞이하게 된다. 이나바가는 메이지 17년 (1884년), 화족령에 의해 자작이 되었다.

## 번 정치
요도번의 기반은 나가이 가문에 의해 확립되었다. 나오마사는 조카마치의 확대나 수상교통 정비, 지시면허 등을 실시했다. 이시카와 노리유키는 검지 정책이나, 겐로쿠 국화도 작성 등에서 공을 세워 막부 정치에도 참여했다. 마츠다이라 노리사토의 경우, 오사카죠다이 대행으로, 도쿠가와 요시무네에게 쫓겨나 노중까지 이례적인 승진을 이루어 들어온 다이묘이다.
이나바 가문은 10만 2천석이라는 대영주이기는 했지만, 그 소령은 산성 외에 셋츠・카와치・오우미・시모우사・에치고 등으로 분산되어있다는 불안정으로 산성에 있던 소령은 2만 석도 되지 않았다고 한다. 이로 인해, 번 정치에서도 재정기만이 취약하여 인부의 징발조차 쉽지 않아, 재정의 어려움이 가중되었다. 7대 번주 이나바 마사노부는 덴메이 4년 (1784년)에 에치고의 소령을 이즈미나 오우미로 옮겼는데, 이로 인해 소령 10만 2천석은 7개국으로 분산되어 순전히 역효과를 초래하였다.
또한, 이나바씨의 역대 번주는 단명한 사람이 많아, 교호 연간에는 4명의 번주가 잇따라 사망하였다.
이나바씨의 역대 번주 중 가장 유명한 사람은 12대 (마지막) 번주 이나바 마사쿠니이다. 마사쿠니는 막부 말기의 동란 속에서 노중을 2번이나 지내며, 이타쿠라 카츠키요, 오가사와라 나가미치 등과 함께 활약한 인물이다. 그러나, 그 에도 막부 막바지에 보신전쟁의 토바・후시미 전투가 일어나고, 구 막부군이 조정에 의해 조적(朝敵)으로 여겨졌기 때문에, 요도성의 죠다이는 패주하는 구 막부군에게 성문을 열지 않았다. 이것이 토바・후시미 전투에서 구 막부군 패배의 한 원인이 되어, 이 시기를 다룬 일부 시대 소설에서는 요도번을 매도하며 경멸하는 기술한 것도 보인다.
마사쿠니는 구 막부 와해 때의 노중이었기 때문에, 신정부의 명령으로 같은 해 3월에 근신 처분을 받았으나, 윤4월에는 용서받아서 교토 경비를 맡았다. 이듬해 판적봉환으로 번지사가 되었고, 1871년 (메이지 4년) 폐번치현으로 면관되었다. 요도번은 폐번되었고, 그 소령은 각 부근의 부현에 편입되었다.

## 역대 번주

### 히사마쓰 마쓰다이라 가문
신판 다이묘 3만 5천석
1. 마쓰다이라 사다쓰나(松平定綱) 재위 1623년 ~ 1633년

### 나가이 가문(오와리 헤이시 계열)
후다이 다이묘 10만석 → 7만 3600석
1. 나가이 나오마사(永井尚政) 재위 1633년 ~ 1658년
2. 나가이 나오유키(永井尚征) 재위 1658년 ~ 1669년

### 이시카와 가문
후다이 다이묘 6만석
1. 이시카와 노리유키(石川憲之) 재위 1669년 ~ 1706년
2. 이시카와 요시타카(石川義孝) 재위 1706년 ~ 1710년
3. 이시카와 후사요시(石川総慶) 재위 1710년 ~ 1711년

### 도다 마쓰다이라 가문
후다이 다이묘 6만석
1. 마쓰다이라 미쓰히로(松平光煕) 재위 1711년 ~ 1717년
2. 마쓰다이라 미쓰치카(松平光慈) 재위 1717년

### 오규 마쓰다이라 가문
후다이 다이묘 6만석
1. 마쓰다이라 노리사토(松平乗邑) 재위 1717년 ~ 1723년

### 이나바 가문
후다이 다이묘 10만 2천석
1. 이나바 마사토모(稲葉正知) 재위 1723년 ~ 1729년
2. 이나바 마사토(稲葉正任) 재위 1729년 ~ 1730년
3. 이나바 마사쓰네(稲葉正恒) 재위 1730년
4. 이나바 마사치카(稲葉正親) 재위 1730년 ~ 1734년
5. 이나바 마사요시(稲葉正益) 재위 1734년 ~ 1771년
6. 이나바 마사히로(稲葉正弘) 재위 1771년 ~ 1773년
7. 이나바 마사노부(稲葉正諶) 재위 1773년 ~ 1806년
8. 이나바 마사나리(稲葉正備) 재위 1806년 ~ 1815년
9. 이나바 마사노리(稲葉正発) 재위 1815년 ~ 1823년
10. 이나바 마사모리(稲葉正守) 재위 1823년 ~ 1842년
11. 이나바 마사요시(稲葉正誼) 재위 1842년 ~ 1848년
12. 이나바 마사쿠니(稲葉正邦) 재위 1848년 ~ 1871년

## 요도번의 가신단

### 나가이 가문
- 사가와다 마사토시 (가로)

### 이나바 가문
- 타고 요타로 (번사)
- 타나베 곤다유 (가로)

## 막부 말기의 영지
- 야마시로국
  - 키이군 중 3개 마을
  - 쿠세군 중 24개 마을
  - 츠즈키군 중 20개 마을
  - 소라쿠군 중 1개 마을
- 히타치국
  - 마카베군 중 11개 마을
- 코즈케국
  - 세타군 중 13개 마을
- 시모우사국
  - 인바군 중 17개 마을
  - 시모하부군 중 14개 마을
  - 카토리군 중 11개 마을
  - 소마군 중 4개 마을
- 오우미국
  - 시가군 중 5개 마을
  - 쿠리타군 중 14개 마을
  - 야스군 중 13개 마을
  - 코가군 중 16개 마을
  - 가모우군 중 6개 마을
  - 아자이군 중 10개 마을 (후에 9개 마을은 아사히야마번에 편입)
  - 이카군 중 15개 마을
  - 타카시마군 중 1개 마을
- 카와치국
  - 타카야스군 중 10개 마을 (후에 1개 마을은 카와치현에 편입)
  - 와카에군 중 2개 마을
  - 시부카와군 중 12개 (사카이현에 편입)
- 이즈미국
  - 이즈미군 중 4개 마을
  - 미나미군 중 1개 마을
  - 히네군 중 1개 마을
- 셋츠국
  - 시마시모군 중 15개 마을

메이지 유신 후에 마카베군 1개 마을 (구 막부령・하타모토령의 상급), 쿠세군 4개 마을 (구 막부령 1개, 하타모토령 1개, 교토슈고역 역지 2개), 츠즈키군 4개 마을 (구 고료쇼 1개, 막부령 2개, 교토슈고직 역지 3개, 또한 상급이 존재하기 때문에 마을의 숫자와는 일치하지 않는다.), 타카야스군 1개 마을 (구 하타모토령)이 추가된 것 외에 키이군 2개 마을 (구 막부령・하타모토령과 상급 1개, 하타모토령과의 상급 1개), 츠즈키군 5개 마을 (구 하타모토령과 상급 2개, 막부령과의 상급 1개, 교토슈고직 역지와의 상급 1개, 고료쇼・하타모토령과의 상급 1개, 고료쇼・교토슈고직 역지와의 상급 1개) 전역을 본번령으로 삼았다. 

## 같이 보기
- 폐번치현